# Bartletts Beach (plaża chroniona)
Bartletts Beach (także Bartlett’s Beach) – plaża chroniona (chroniony odcinek wybrzeża) na poziomie prowincjonalnym (protected beach) w kanadyjskiej Nowej Szkocji, w hrabstwie Digby, na południowy zachód od jeziora Bartletts River Pond, utworzona 13 lipca 1976; nazwa Bartletts Beach urzędowo zatwierdzona 20 kwietnia 2009.